# قزل‌تاش (روسیه)
قزل‌تاش (انگلیسی: Kyzyltash, Russia) یک شهرک در شهرستان کوگارچینسکی جمهوری باشقیرستان در کشور روسیه است.